# Keith (Scozia)
Keith (in gaelico scozzese Baile Chèith) è un paese di circa 4.500 abitanti della Scozia orientale, facente parte dell'area amministrativa del Moray.